# Henry Lewy
Henry Lewy (eigentlich Heinz Lewy; * 31. Mai 1926 in Magdeburg; † 8. April 2006 in Prescott, Arizona) war ein aus Deutschland stammender US-amerikanischer Toningenieur. Er hat einige überaus erfolgreiche Pop- und Folk-Alben aufgenommen, darunter von Joni Mitchell, Leonard Cohen, Neil Young, Crosby, Stills and Nash, Stephen Bishop und Judee Sill.

## Leben
Lewy wurde in einer jüdischen Familie in Magdeburg geboren, wo sein Vater Emil Lewy ein Landmaschinengeschäft besaß. Die Familie verließ Deutschland 1939 und reiste nach England und Kanada, bevor sie sich zunächst in Savannah, Georgia, und dann in Los Angeles, Kalifornien, niederließ. Henry Lewy absolvierte 1945 die Hollywood High School und diente in der US-Armee, bevor er als Audioingenieur und Ansager bei Radiosendern in San Diego, Las Vegas und Los Angeles arbeitete.
In den 1950er Jahren studierte er Ingenieurwissenschaften und reiste nach Südamerika. Einige Zeit war er als Ingenieur in einem Zirkus tätig, bevor er 1959 eine Anstellung in den Electrovox Studios in Los Angeles erhielt. Kurz darauf wechselte er zu Liberty Records, wo er mit Ross Bagdasarian an Platten von Alvin und die Chipmunks arbeitete. Er arbeitete auch bei Gold Star Records mit Jackie DeShannon und Leon Russell sowie mit Bones Howe an Platten von The Mamas and the Papas und Johnny Rivers. 1967 wechselte er zu A&M Records, wo er an Hit-Platten von Sérgio Mendes und Boyce and Hart arbeitete.
Während seiner Arbeit mit Crosby, Stills und Nash machte ihn David Crosby mit Joni Mitchell bekannt, was zu einer langen und sehr erfolgreichen Zusammenarbeit führte. Lewy arbeitete mit Mitchell an der Entwicklung und Produktion von Clouds, Ladies of the Canyon, Blue, Court and Spark, The Hissing of Summer Lawns, Hejira, Wild Things Run Fast und anderen Alben der 1960er bis 1980er Jahre.
Eine ähnliche Zusammenarbeit gestaltete sich mit Neil Young (Harvest, 1972), Judee Sill (Heart Food, 1973), Leonard Cohen (Recent Songs, 1979), Minnie Riperton (Minnie, 1979), Van Morrison (Common One, 1980) und Jennifer Warnes (Famous Blue Raincoat, 1986).
Lewy ging Ende der 1980er Jahre in den Ruhestand und lebte in späteren Jahren in Prescott, Arizona. Er starb dort mit 79 Jahren.

## Film
- The Man Behind The Music: The story of Henry Lewy, the unsung giant among the music producers and engineers of the rock era, Dokumentation, Regie: Bob L. Burton, USA 2017, 38 Minuten (Credits by IMDb)
  - Trailer